# Kupola modul

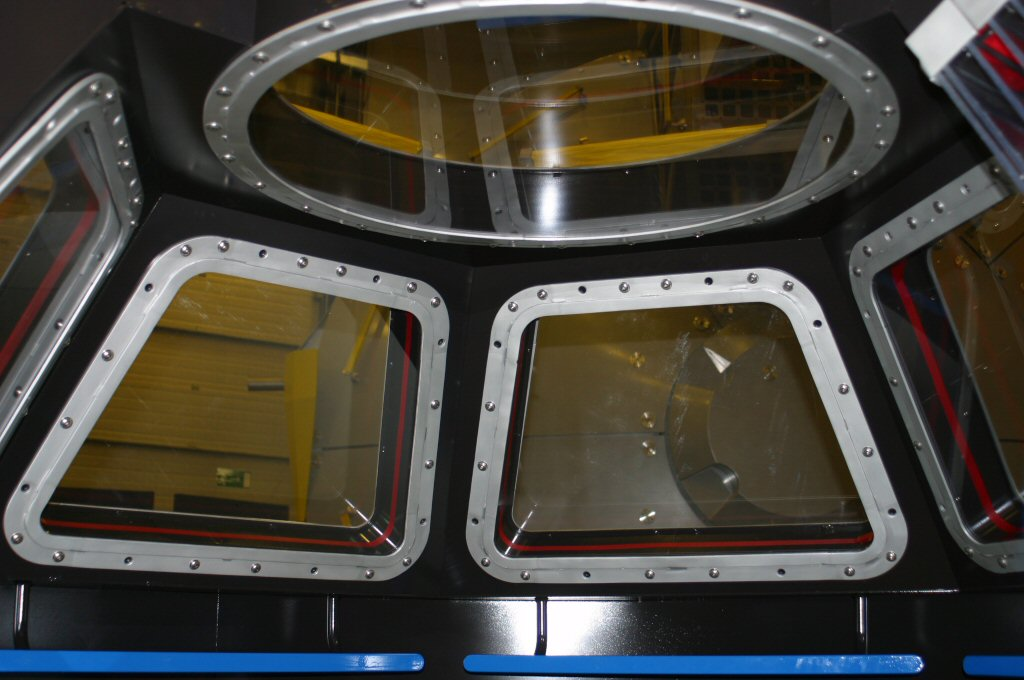
A Kupola modul belülről.

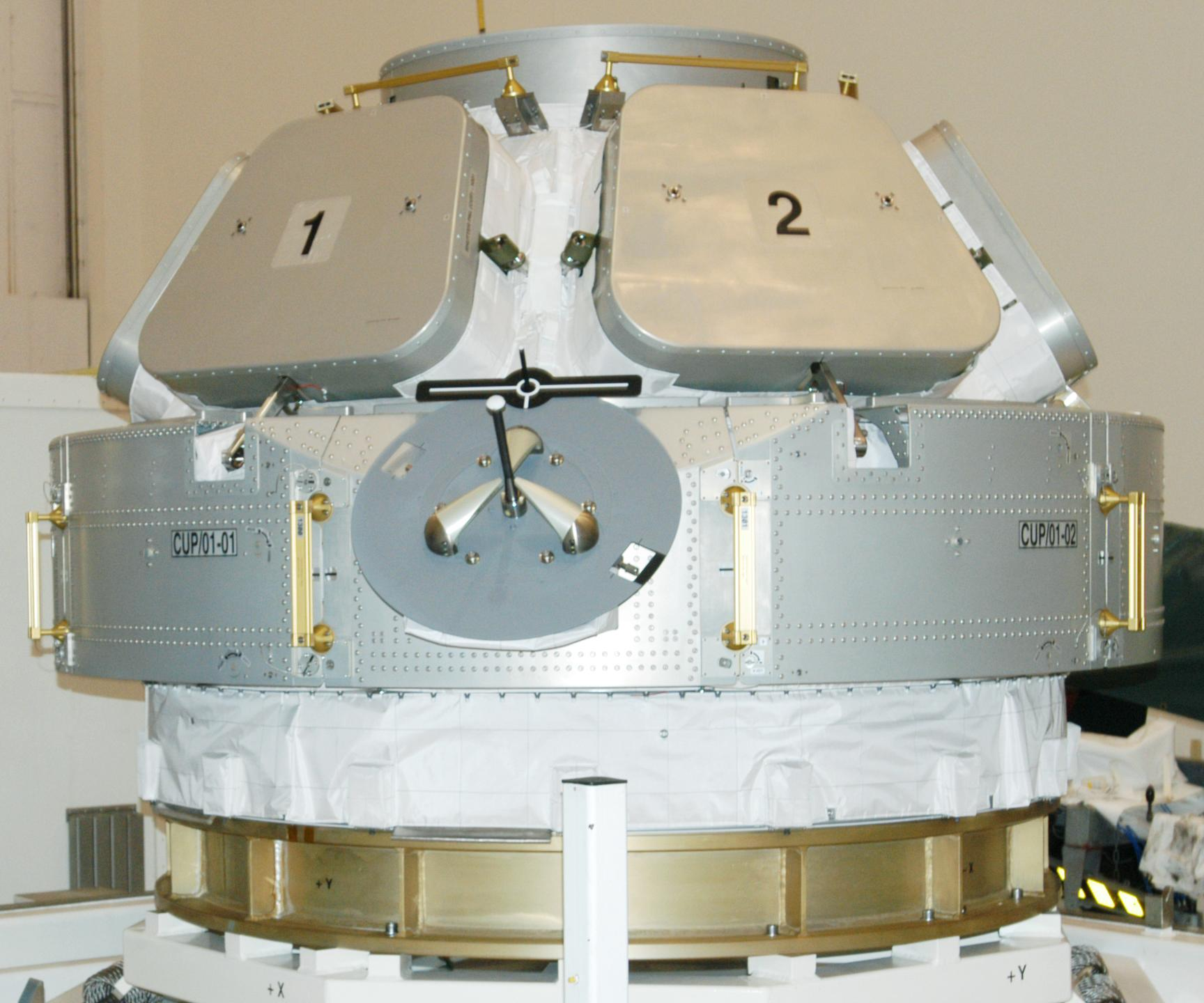
A Kupola kívülről, már a Kennedy Űrközpontban

A Kupola a Nemzetközi Űrállomás egyik nyomás alatt lévő modulja, amelyből az űrhajósok megfigyeléseket végezhetnek. A modult az Európai Űrügynökség építette meg az Alenia Spazio céggel Olaszországban. 2010 februárjában vitte fel az űrállomásra az Endeavour űrrepülőgép az STS–130 küldetés során, ahol a Node-3 modulra csatolták.

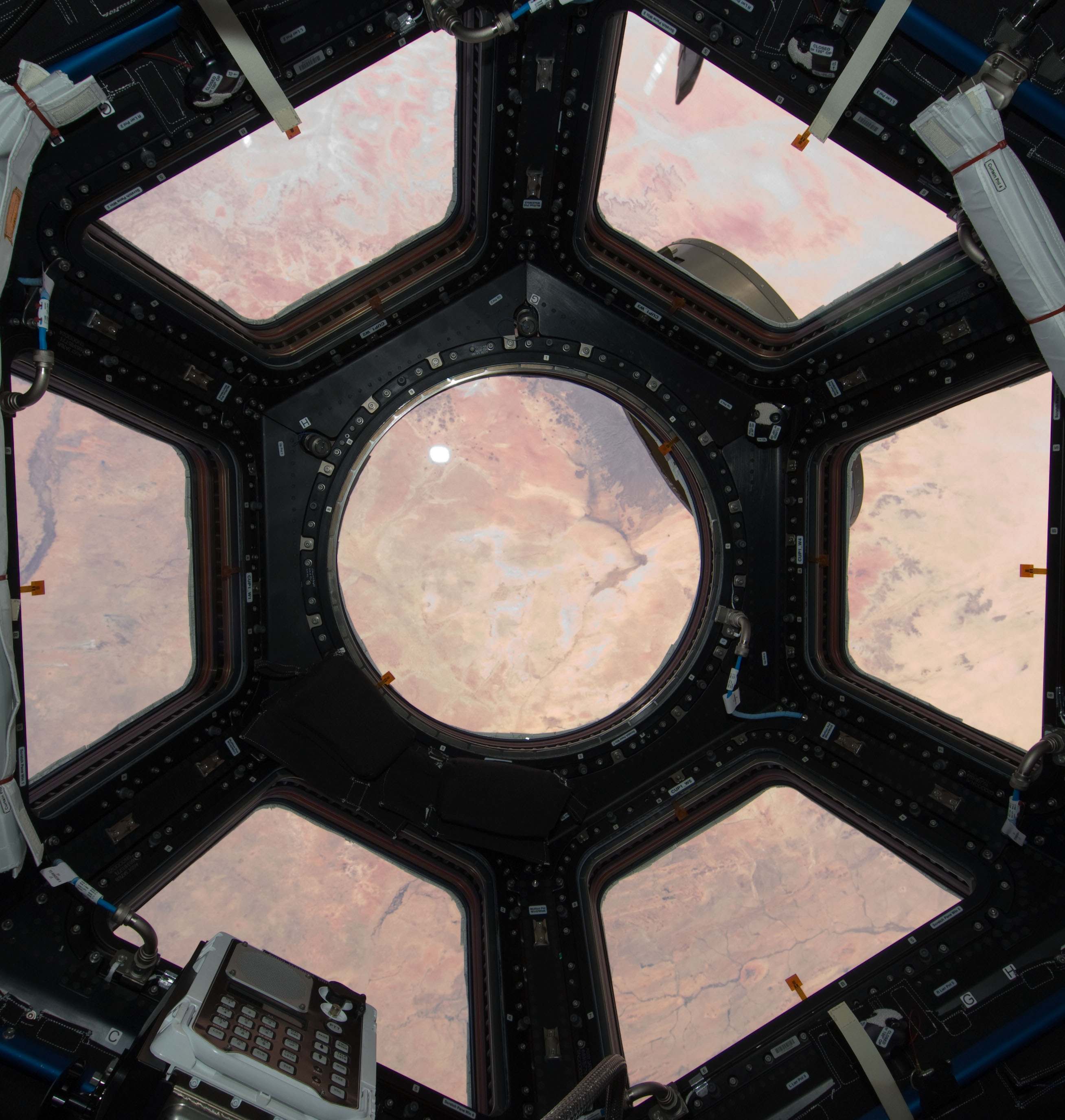
Kilátás a Szaharára a Kupola modulból

## Adatok
A kupola alumíniumból készült  kiegészítő modul. Egy speciálisan készített öntvény, nincs rajta hegesztés. Az alkalmazott technológiával lerövidítették a gyártási ütemtervet, alacsonyabb költségvetést alkalmazhattak. Hat trapéz alakú oldalablakokkal és egy kör alakú 80 centiméter átmérőjű felső ablakkal rendelkezik. Ez a világűrben alkalmazott legnagyobb ablak. Az ablaküvegek nagyon fejlett technológiával készültek, az olvasztott szilícium-dioxid üvegtáblák védelmet nyújtanak a napsugárzás és az űrszemét ellen. Az ablakokat speciális külső redőnyök is védik a túlzott felmelegedéstől. Három rétegű, a belső kettő, 25 milliméter vastag réteg biztosítja a nyomáskülönbségekből adódó feszültség tartását, a külső réteg nyitott ablaknál véd a mikrometeoritok ellen. Az ablakok élettartamát 10 évre tervezték, a világűrben cserélhetők.
- Tömeg: 1,88 tonna;
- Magasság: 1,5 méter;
- Átmérő: 2,95 méter;
- Ablakok: kvarcüveg és boroszilikát üveg
- Legnagyobb ablak: 80 centiméter
- Termikus védelem: goldised Kapton többrétegű szigetelés takaró

## Külső hivatkozások

### Külföldi oldalak
- Adatok a Kupoláról
- ESA Report about the Cupola
- Largest window for space completed
- Alenia Spazio